# Contro gli estimatori
Contro gli estimatori è il primo album in studio del rapper italiano Bassi Maestro, pubblicato nel 1996 dalla Mix Men.

## Descrizione
Si tratta del primo disco ufficialmente pubblicato dall'artista dopo i demo Bastian contrario e Furia solista e ha visto la partecipazione di La Pina, Esa e Tormento.
L'intera canzone Ad occhi aperti è una sorta di omaggio all'hip hop statunitense: all'inizio, durante il ritornello e alla fine della canzone Tormento e Bassi scherzano sulla rivalità hip hop tra East Coast e West Coast, anche perché a differenza di Bassi, Tormento è stato influenzato artisticamente dalla West Coast, soprattutto da Tupac, citato più volte da Tormento durante la stessa canzone, anche tramite California Love, singolo del rapper statunitense uscito l'anno prima.

## Tracce
Musiche di Bassi Maestro.
1. Gli estimatori (intro) (Bassi Maestro)
2. Meglio riconoscere (Bassi Maestro)
3. Bella Bassi (Bassi Maestro)
4. Musica da camera
5. Piccolo Bassi feat. La Pina (Bassi Maestro)
6. Ad occhi aperti feat. Tormento (Bassi Maestro, Tormento)
7. It's Like That Y'All...
8. Rappresento per il fine settimana feat. Esa (Bassi Maestro)
9. Puoi sentirlo (Bassi Maestro)
10. La spremuta col caffè
11. Mettiti a sedere (Bassi Maestro)
12. Niente amore (Bassi Maestro)
13. Gli estimatori (outro) (Bassi Maestro)
14. Tempo di cazzeggio (Bassi Maestro)